# Close to the Edge (dal)
A Close to the Edge a Yes azonos című albumának nyitószáma, a progresszív rockzene egyik alapműve. A négy tételes dal 18 perc hosszú, az eredeti bakelitlemezes kiadáson az egész első oldalt magába foglalja.

## A tételek

### I. The Solid Time of Change
A mű a némaságból fokozatosan felerősödő madárcsicsergéssel és Wakeman szintetizátorhangjaival indul. A sampler-technika, amit használt, forradalmian újnak számított, csak a 80-as években vált általánossá. Ebbe robban be Howe gitárszólója, ami után Steve egy olyan dallamra érkezik, amit a The Beatles Yellow Submarine című dalához hasonlítanak. Majd Anderson is belép, és elénekli az első versszakot. A refrénnél mindannyian csatlakoznak.

### II. Total Mass Retain
A szám ugyanazzal a dallammal és ugyanazzal a stílussal folytatódik. A kórusrész gyorsabb tempóra vált, majd a tétel végén ismét lelassul. Az utolsó szavak („I get up, I get down”) bevezetik a harmadik részt.
A Total Mass Retaint kiegészítve a dal elején hallható madárcsiripeléssel az elején és az I Get Up I Get Down részleteivel a végén remixálták, és az album megjelenése előtt kislemezen kiadták. A Close to the Edge újrakevert változatán bónuszszámként kapott helyet a 3:21 hosszúságú változat.

### III. I Get Up I Get Down
A tempó lényegesen lelassul, a hangerő csökken. A tétel, ami egy barokk-jellegű rövid részlettel kezd, két vokális része van: Jon Anderson szöveges éneke, emellett Chris Squire és Steve Howe lassabb, szöveg nélküli háttérvokálja. A dal 12. percében egy templomi orgona kezdi el a tétel főtémáját játszani, ami az eredeti moll hangsorból fokozatosan dúrrá alakul.

### IV. Seasons of Man
Visszatér az első és második tétel stílusa, elhangzik az utolsó verze. A dal tetőpontjára érkezik. Ugyanúgy fejeződik be, ahogyan elkezdődött: a madárcsicsergéssel és a szintetizátor-hangokkal.

## Kislemezek
| Év   | Kislemez                                    | Régió          | Formátum |
| ---- | ------------------------------------------- | -------------- | -------- |
| 1972 | America / Total Mass Retain                 | US, HO, GE, BR | 7 vinyl  |
| 1974 | America / Total Mass Retain                 | US             | 7 vinyl  |
| 1993 | Owner of a Lonely Heart / Close to the Edge | GE             | CD       |

## Egyéb kiadványokon
- Yessongs
- Keys To Ascension 2
- Yesstory
- Symphonic Music of Yes
- Yes, Friends And Relatives
- Yesyears
- In A Word: Yes (1969–)
- Yes: Live – 1975 at Q.P.R.
- Yesyears – A Retrospective
- Keys To Ascension (video)
- Symphonic Live
- An Evening of Yes Music Plus (ABWH)
- Two Sides of Yes (Rick Wakeman)
- The Yes Piano Variations (Rick Wakeman)

## Közreműködő zenészek
- Jon Anderson – ének
- Chris Squire – basszusgitár, ének
- Steve Howe – gitár, ének
- Rick Wakeman – szintetizátor
- Bill Bruford – dob, ritmushangszerek